# Rensselaer (Missouri)
Pour les articles homonymes, voir Rensselaer.
Rensselaer est un village, fondé en 1876 et situé au nord du comté de Ralls, dans le Missouri, aux États-Unis,.

## Démographie
Lors du recensement de 2010, le village comptait une population de 228 habitants. Elle est estimée, en 2016, à 232 habitants.

### Source de la traduction
- (en) Cet article est partiellement ou en totalité issu de l’article de Wikipédia en anglais intitulé « Rensselaer, Missouri » (voir la liste des auteurs).